# Kościół św. Michała w Slagelse
Kościół św. Michała (duń. Sankt Mikkels Kirke) – protestancka świątynia znajdująca się w duńskim mieście Slagelse.

## Historia
Przed wzniesieniem obecnej świątyni w tym miejscu znajdowała się romańska, kamienna bazylika, wzniesiona około 1080 przez biskupa Svenda Normanda. Około 1164 została przekazana joannitom przez króla Waldemara I Wielkiego. Na jej miejscu ok. 1300 roku zbudowano stojący do dziś gotycki kościół. W tym czasie w pobliżu świątyni znajdował się dwór królewski, tzw. kongsgård. Wielkość kościoła świadczyła o strategicznym znaczeniu tego miejsca. Podczas renowacji w latach 1873-1876 dobudowano dwie kruchty od północy i zakrystię od południa. Kościół został ponownie odrestaurowany w 1961.

## Architektura
Świątynia późnogotycka, trójnawowa. Do każdej z naw od wschodu dobudowana jest absyda.

## Dzwony
Na wieży kościoła zawieszone jest 5 dzwonów. Największy z nich pochodzi z 1651 i ma średnicę 127 cm. Dzwon 2 odlano w roku 1500, jego średnica wynosi 103,5. Dzwon 3 wykonano we francuskiej ludwisarni Pierre'a Paccarda w 1992. Od tego roku te trzy dzwony posiadają elektroniczne napędy. Prócz tego na wieży stoi dzwon z 1450 o przekroju 99 cm, a ręcznie uruchamiany jest dzwon z 1350 o średnicy 59,5 cm, odlany w Stralsundzie.

## Galeria

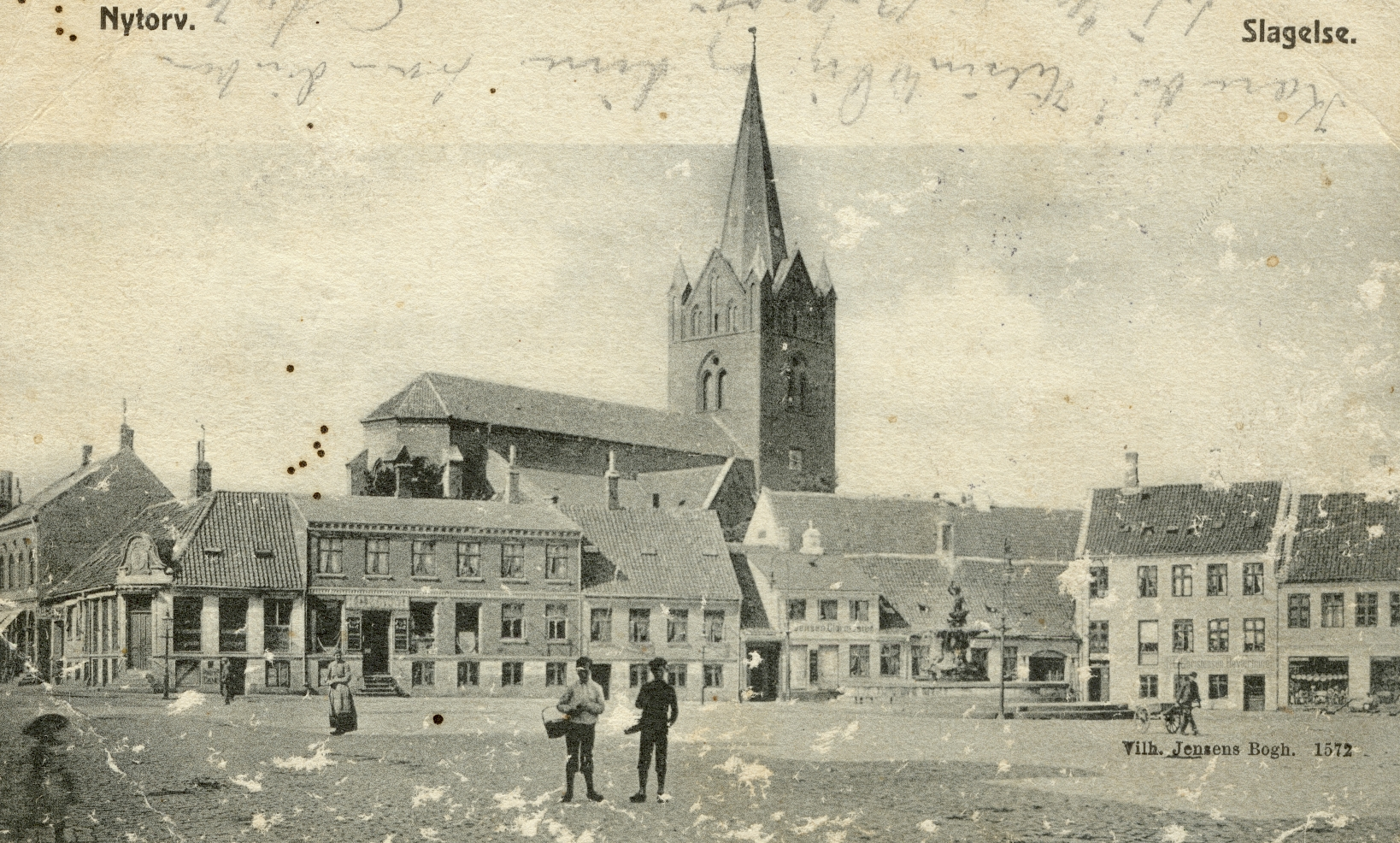
Widok na kościół ok. 1910
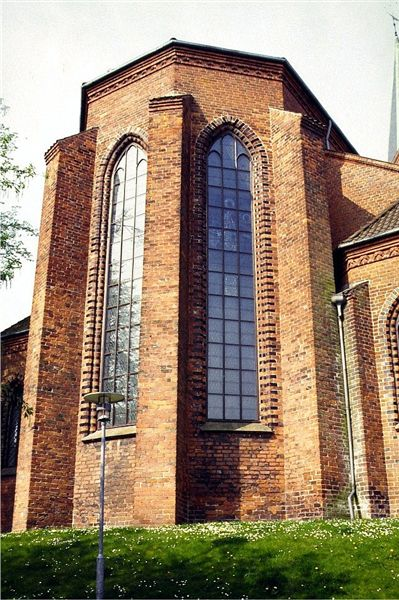
Absyda
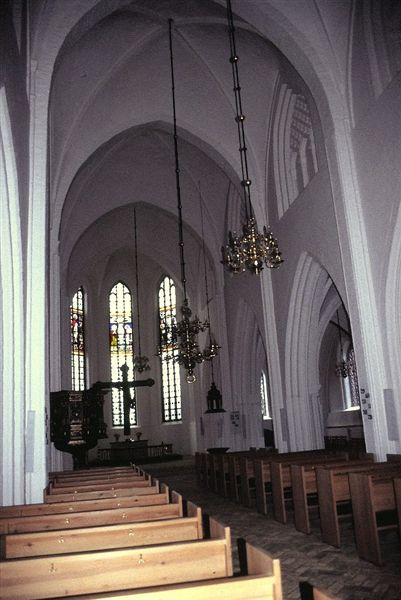
Wnętrze
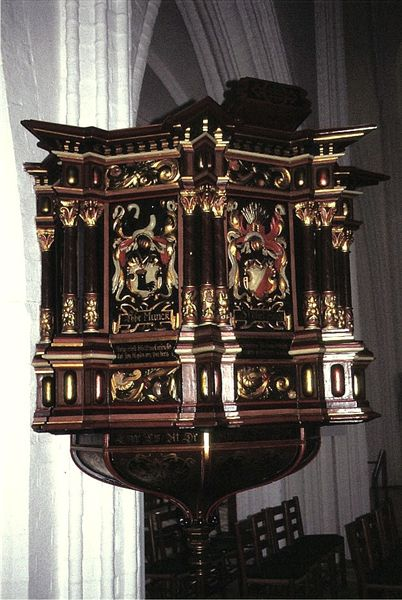
Ambona